# Умершие в июле 1944 года
Это список известных людей, соответствующих установленным критериям значимости (см. Википедия:Критерии значимости персоналий), умерших в июле 1944 года.
Причина смерти указывается лишь в исключительных случаях (убийство, самоубийство, гибель в результате военных действий, смертная казнь, ДТП или несчастные случаи). В остальных случаях — не указывается.

## 1 июля
- Татьяна Савичева (14) — ленинградская школьница, которая с начала блокады Ленинграда начала вести дневник, ставший впоследствии одним из символов Великой Отечественной войны.
- Филатов, Иван Андреевич (35) — Герой Советского Союза.

## 2 июля
- Халев, Василий Дмитриевич (31) — Герой Советского Союза.
- Чалый, Николай Поликарпович (28) — Герой Советского Союза.
- Черкасов, Николай Иванович — Герой Советского Союза.

## 3 июля
- Виноградов, Михаил Николаевич — Герой Советского Союза.
- Вознесенский, Фёдор Сергеевич — Герой Советского Союза.
- Жагренков, Иван Михайлович (20) — Герой Советского Союза.
- Зубов, Григорий Никитович — Герой Советского Союза.
- Михайлов, Борис Александрович (21) — Герой Советского Союза.
- Рублевский, Владимир Степанович — Герой Советского Союза.
- Фомин, Николай Петрович (29) — Герой Советского Союза.
- Хамид Алимджан (34) — узбекский поэт, драматург, литературный критик, представитель узбекской поэтической классики XX столетия.

## 4 июля
- Барыкин, Георгий Филиппович (28) — Герой Советского Союза.
- Мельниченко, Иван Александрович (25) — Герой Советского Союза.
- Токарев, Василий Фёдорович (30) — Герой Советского Союза.

## 5 июля
- Барамзина, Татьяна Николаевна (24) — Герой Советского Союза.
- Смирнов, Фёдор Андреевич (30) — Герой Советского Союза.

## 6 июля
- Авдеев, Тимофей Петрович — Герой Советского Союза.
- Винтеринк, Антон — деятель антифашистского Сопротивления в Нидерландах, работавший на советскую разведку (сеть резидентур «Красная капелла»).
- Голубков, Алексей Константинович (32) — Герой Советского Союза.
- Краснов, Игнатий Александрович (45) — советский военачальник, участник Великой Отечественной войны, гвардии генерал-майор.
- Окрестин, Борис Семёнович (21) — советский лётчик, Герой Советского Союза.
- Паршуткин, Тимофей Иванович — Герой Советского Союза.

## 7 июля
- Лисин, Иван Павлович (30) — Герой Советского Союза.

## 8 июля
- Едунов, Пётр Петрович — старший сержант Рабоче-крестьянской Красной Армии, участник Великой Отечественной войны, Герой Советского Союза.
- Кёниг, Альфонс (45) — немецкий офицер, участник Первой и Второй мировых войн, полковник. Кавалер Рыцарского креста с Дубовыми листьями и Мечами.
- Ковалёв, Степан Маркович — Герой Советского Союза.
- Корзов, Константин Герасимович — ефрейтор Рабоче-крестьянской Красной Армии, участник Великой Отечественной войны, Герой Советского Союза.
- Красильников, Николай Петрович (42) — Герой Советского Союза.
- Молев, Александр Осипович (22) — Герой Советского Союза.
- Фогель, Ян Янович (45) — Герой Советского Союза.
- Чекменёв, Григорий Анатольевич (30) — Герой Советского Союза.
- Щербаков, Николай Тимофеевич (47) — советский военачальник, генерал-майор.

## 9 июля
- Артамонов, Фёдор Владимирович (37) — Герой Советского Союза.
- Ерофеевских, Леонид Константинович (30) — Герой Советского Союза.
- Мин, Александр Павлович — Герой Советского Союза.
- Подколоднов, Виктор Гаврилович (26) — Герой Советского Союза.
- Смирнов, Владимир Антонович (23) — Герой Советского Союза.
- Яборов, Иван Петрович (33) — Герой Советского Союза.

## 10 июля
- Крылов, Фёдор Гаврилович (22) — участник Великой Отечественной войны, Герой Советского Союза.
- Мирошник, Николай Владимирович (19) — участник Великой Отечественной войны.
- Носков, Алексей Михайлович (20) — участник Великой Отечественной войны, Герой Советского Союза.

## 11 июля
- Медвецкий, Николай Васильевич — участник Великой Отечественной войны, Герой Советского Союза.
- Плахотник, Даниил Нестерович — участник Великой Отечественной войны, Герой Советского Союза.
- Чумак, Дмитрий Михайлович (31) — участник Великой Отечественной войны, Герой Советского Союза.

## 12 июля
- Воронов, Виктор Фёдорович — Герой Советского Союза.
- Жуков, Василий Петрович — Герой Советского Союза.
- Каган, Эля Шоломович (35) — Герой Советского Союза.
- Коргузалов, Владимир Леонидович (47) — Герой Советского Союза.

## 13 июля
- Арутюнов, Михаил Агателович (46) — участник Великой Отечественной войны, Герой Советского Союза, гвардии ефрейтор.
- Зимин, Константин Николаевич (43) — член Военного совета Забайкальского фронта, генерал-лейтенант.
- Калинин, Тихон Игнатьевич (27) — участник Великой Отечественной войны, Герой Советского Союза.
- Кирдищев, Гавриил Федотович (25) — участник Великой Отечественной войны, Герой Советского Союза, гвардии ефрейтор.

## 14 июля
- Верёвкин, Василий Трофимович (30) — Герой Советского Союза.
- Волчков, Иван Никитович (33) — Герой Советского Союза.
- Карпенко, Николай Григорьевич (30) — Герой Советского Союза.
- Милашенков, Сергей Васильевич (22) — Герой Советского Союза.
- Набойченко, Пётр Порфирьевич (19) — Герой Советского Союза.
- Прокопенко, Георгий Николаевич (30) — Герой Советского Союза.
- Сута, Роман (48) — латвийский художник, дизайнер и педагог.
- Столярчук, Флор Евстафьевич (37) — советский офицер, танкист, участник советско-финской войны, польского похода РККА и Великой Отечественной войны, Герой Советского Союза.
- Фефилов, Пётр Прокопьевич (29) — Герой Советского Союза.
- Шеремет, Иван Григорьевич — Герой Советского Союза.
- Шутилов, Терентий Яковлевич — Герой Советского Союза.

## 15 июля
- Емельянов, Гавриил Александрович — Герой Советского Союза.
- Жданов, Алексей Митрофанович (27) — Герой Советского Союза.
- Калинин, Василий Фёдорович (20) — Герой Советского Союза.
- Пархоменко, Никифор Михайлович (24) — Герой Советского Союза.
- Тиден, Владимир Владимирович — партийный и хозяйственный деятель Карело-Финской ССР, один из организаторов и руководителей партизанского движения в Карелии в годы Великой Отечественной войны.
- Трухинов, Константин Матвеевич (39) — Герой Советского Союза.
- Черняев, Виктор Васильевич — Герой Советского Союза.
- Шагалов, Анатолий Валерианович (20) — Герой Советского Союза.
- Шевченко, Григорий Макарович (22) — Герой Советского Союза.

## 16 июля
- Амиршоев, Сафар — Герой Советского Союза.
- Аперат, Карл (53) — латвийский военачальник, штандартенфюрер СС.
- Жогин, Селиверст Евдокимович — Герой Советского Союза.
- Иванов, Роман Гаврилович (21) — Герой Советского Союза.
- Максименко, Александр Петрович — командир стрелкового батальона 574-го стрелкового полка 121-й стрелковой дивизии 60-й армии Центрального фронта, майор. Герой Советского Союза.
- Мартыненко, Иван Павлович (21) — Герой Советского Союза.
- Рылов, Валерий Дмитриевич (24) — Герой Советского Союза.
- Тихоненко, Андрей Яковлевич (31) — Герой Советского Союза.
- Чирков, Александр Афанасьевич (18) — Герой Советского Союза.

## 17 июля
- Екимов, Григорий Андреевич — участник Великой Отечественной войны, Герой Советского Союза.
- Киреев, Семён Яковлевич — участник Великой Отечественной войны, Герой Советского Союза.
- Луцевич, Андрей Филиппович (24) — старший сержант Рабоче-крестьянской Красной Армии, участник Великой Отечественной войны, Герой Советского Союза.
- Массонов, Николай Павлович (38) — участник Великой Отечественной войны, Герой Советского Союза.
- Никонов, Николай Павлович — участник Великой Отечественной войны, Герой Советского Союза.
- Фатин, Валентин Васильевич (23) — участник Великой Отечественной войны, Герой Советского Союза.

## 18 июля
- Газин, Василий Петрович — Герой Советского Союза.
- Зайцев, Василий Иванович (25) — Герой Советского Союза.
- Корнишин, Василий Иванович (19) — Герой Советского Союза.
- Курбатов, Михаил Тихонович (20) — Герой Советского Союза.
- Мацкив, Тарсикия (25) — блаженная Украинской грекокатолической церкви, монахиня, мученица.
- Михайленко, Евгений Ефимович (23) — Герой Советского Союза
- Путинцев, Иван Никандрович (37) — Герой Советского Союза
- Тонконог, Иван Власович — Герой Советского Союза

## 19 июля
- Ахметгалин, Хакимьян Рахимович (21) — Герой Советского Союза.
- Ашмаров, Фёдор Иванович (46) — Герой Советского Союза.
- Деманов, Георгий Георгиевич (29) — Герой Советского Союза.
- Кошуков, Вениамин Борисович (21) — Герой Советского Союза.
- Мельнов, Иван Михайлович (20) — Герой Советского Союза.
- Павлович, Иван Михайлович (48) — Герой Советского Союза, полковник.
- Сыроежкин, Пётр Константинович — Герой Советского Союза.
- Тайгараев, Токубайв — Герой Советского Союза.
- Уразов, Чутак (23) — Герой Советского Союза.
- Чернов, Матвей Степанович (29) — Герой Советского Союза.
- Чуркин, Василий Егорович — Герой Советского Союза.
- Шакуров, Яков Савельевич (31) — Герой Советского Союза.
- Шкураков, Михаил Ермилович — Герой Советского Союза.

## 20 июля
- Бенделиани, Чичико Кайсарович (31) — Герой Советского Союза.
- Тотмянин, Дмитрий Филиппович (28) — Герой Советского Союза.
- Туктубаев, Урмаш (26) — Герой Советского Союза.

## 21 июля
- Дубровин, Михаил Яковлевич (31) — Герой Советского Союза.
- Жолудев, Виктор Григорьевич (39) — советский военачальник. Герой Советского Союза, Генерал-майор.
- Маслинков, Янко (46) — советский и болгарский военнослужащий и партийный деятель.
- Садаков, Павел Сергеевич (27) — Герой Советского Союза.
- Синицын, Александр Павлович (22) — Герой Советского Союза.
- Хохряков, Фёдор Павлович (19) — Герой Советского Союза.
- Штауффенберг, Клаус Шенк фон (36) — офицер вермахта, полковник, граф, один из основных участников группы заговорщиков, спланировавших Заговор 20 июля и осуществивших покушение на жизнь Адольфа Гитлера; расстрелян.

## 22 июля
- Гаккель, Михаил Адельбертович — участник Великой Отечественной войны, Герой Советского Союза.
- Карпенко, Василий Григорьевич (34) — участник Великой Отечественной войны, Герой Советского Союза.
- Красов, Виктор Никитович — капитан Рабоче-крестьянской Красной Армии, участник Великой Отечественной войны, Герой Советского Союза.
- Олесь, Александр (65) — украинский писатель и поэт.
- Материенко, Николай Филиппович — участник Великой Отечественной войны, Герой Советского Союза.
- Орловский, Константин Иванович (30) — участник Великой Отечественной войны, Герой Советского Союза.
- Порик, Василий Васильевич (24) — участник Великой Отечественной войны, Герой Советского Союза.
- Шамсутдинов, Гали Нуруллович (29) — участник Великой Отечественной войны, Герой Советского Союза.

## 23 июля
- Виноградов, Алексей Дмитриевич (25) — лейтенант Рабоче-крестьянской Красной Армии, участник советско-финской и Великой Отечественной войны, Герой Советского Союза.
- Карданов, Охид Муссович — Герой Российской Федерации.
- Рыженков, Николай Андреевич (19) —Герой Советского Союза.
- Шерстобитов, Николай Трофимович — Герой Советского Союза.
- Шпонек, Ганс фон (56) — немецкий военный деятель.
- Яковенко, Александр Свиридович (30) — Герой Советского Союза.

## 24 июля
- Гайворонский, Иван Иванович — Участник Великой Отечественной войны. Герой Советского Союза.
- Зубачёв, Иван Николаевич (46) — советский офицер, капитан, руководитель обороны Цитадели Брестской крепости.
- Кириленко, Николай Аверьянович — участник Великой Отечественной войны, Герой Советского Союза.
- Кочеров, Василий Григорьевич — участник Великой Отечественной войны, Герой Советского Союза.
- Крыжановский, Дмитрий Евдокимович — участник Великой Отечественной войны, командир отделения 352-й отдельной разведывательной роты 295-й стрелковой дивизии 32-го стрелкового корпуса 5-й ударной армии 3-го Украинского фронта, старший сержант. Закрыл своим телом амбразуру пулемёта.
- Матвеев, Михаил Алексеевич (30) — участник Великой Отечественной войны, Герой Советского Союза.
- Морозов, Арсений Иванович (22) — старший лейтенант Рабоче-крестьянской Красной Армии, участник Великой Отечественной войны, Герой Советского Союза.
- Нуржанов, Казбек Бейсенович — участник Великой Отечественной войны, Герой Советского Союза.
- Смирнов, Василий Иванович — участник Великой Отечественной войны, Герой Советского Союза.
- Степовой, Николай Федотович (20) — участник Великой Отечественной войны, Герой Советского Союза.
- Тихомиров, Иван Васильевич (35) — участник Великой Отечественной войны, Герой Советского Союза.
- Чупилко, Михаил Куприянович (30) — участник Великой Отечественной войны, Герой Советского Союза.

## 25 июля
- Айтыков, Изгутты Курманбаевич (22) — участник Великой Отечественной войны, Герой Советского Союза.
- Афанасьев, Александр Петрович (24) — участник Великой Отечественной войны, Герой Советского Союза.
- Бенеш, Николай Алексеевич — старший лейтенант Рабоче-крестьянской Красной Армии, участник Великой Отечественной войны, Герой Советского Союза.
- Гордиенко, Иван Максимович (24) — участник Великой Отечественной войны, Герой Советского Союза.
- Икскюль, Якоб фон (79) — биолог, зоопсихолог и философ, один из основателей зоосемиотики и биосемиотики.
- Михайлов, Николай Лаврентьевич (46) — участник Великой Отечественной войны, Герой Советского Союза.
- Поздняков, Фёдор Григорьевич (36) — участник Великой Отечественной войны, Герой Советского Союза.
- Сериков, Иван Константинович (22) — участник Великой Отечественной войны, Герой Советского Союза.
- Солопенко, Тимофей Иванович — участник Великой Отечественной войны, Герой Советского Союза.
- Сукач, Николай Архипович — участник Великой Отечественной войны, Герой Советского Союза.
- Флоренко, Алексей Васильевич (22) — участник Великой Отечественной войны, Герой Советского Союза.
- Юрин, Алексей Николаевич (39) — участник Великой Отечественной войны, Герой Советского Союза.

## 26 июля
- Конев, Борис Иванович — участник Великой Отечественной войны, Герой Советского Союза.
- Коряков, Александр Павлович (20) — участник Великой Отечественной войны, Герой Советского Союза.
- Кунавин, Григорий Павлович (41) — участник Великой Отечественной войны, Герой Советского Союза.
- Курлук, Дмитрий Николаевич (23) — участник Великой Отечественной войны, Герой Советского Союза.
- Лучёк, Михаил Тихонович (25) — участник Великой Отечественной войны, Герой Советского Союза.
- Осипов, Семён Дмитриевич (24) — участник Великой Отечественной войны, Герой Советского Союза.
- Симаков, Тимофей Алексеевич (35) — участник Великой Отечественной войны, Герой Советского Союза.
- Черников, Сергей Фёдорович — участник Великой Отечественной войны, Герой Советского Союза.
- Шаталин, Алексей Николаевич (36) — участник Великой Отечественной войны, Герой Советского Союза.

## 27 июля
- Аверин, Николай Степанович (36) — Герой Советского Союза.
- Идрисов, Нух Идрисович — лейтенант, командир взвода 1070-го стрелкового полка 313-й стрелковой Петрозаводской дважды Краснознаменной орденов Суворова и Кутузова, повторивший подвиг Александра Матросова, татарский поэт.
- Калашников, Иван Абрамович — Герой Советского Союза.
- Клиновицкий, Клим Тимофеевич — Герой Советского Союза.
- Корюкин, Геннадий Петрович (20) — Герой Советского Союза.
- Костерин, Семён Петрович — Герой Советского Союза.
- Красник, Иван Яковлевич (47) — Герой Советского Союза.
- Лактионов, Пантелей Борисович (22) — Герой Советского Союза.
- Решетов, Павел Дмитриевич (32) — Герой Советского Союза.
- Сиваков, Иван Прокофьевич (43) — Герой Советского Союза.
- Тарнопольский, Абрам Исаакович (32) — Герой Советского Союза.
- Фисанович, Израиль Ильич (29) — советский подводник, Герой Советского Союза.
- Шарипов, Нурмы Халяфович (19) — Герой Советского Союза.

## 28 июля
- Борисюк, Иван Иванович (29) — младший лейтенант Рабоче-крестьянской Красной Армии, участник Великой Отечественной войны, Герой Советского Союза.
- Горбунов, Дмитрий Иванович (19) — старший сержант Рабоче-крестьянской Красной Армии, участник Великой Отечественной войны, Герой Советского Союза.
- Гриценко, Константин Андреевич (43) — полковник, входил в руководящий состав 18-й гвардейской танковой бригады, 3-й гвардейской танковой бригады.
- Мороз, Иван Николаевич (23) — участник Великой Отечественной войны, Герой Советского Союза.
- Смирнов, Михаил Евгеньевич (18) — участник Великой Отечественной войны, Герой Советского Союза.

## 29 июля
- Авербах, Михаил Иосифович (72) — российский и советский офтальмолог.
- Александров, Василий Иванович (25) — Герой Советского Союза.
- Загороднев, Василий Иванович (24) — Герой Советского Союза.
- Кравченко, Василий Иванович (21) — Герой Советского Союза.
- Кудаковский, Лев Власович (25) — Герой Советского Союза.
- Луговцев, Николай Иванович (26) — Герой Советского Союза.
- Можаев, Николай Васильевич (24) — Герой Советского Союза.
- Тарасов, Павел Тимофеевич — Герой Советского Союза.
- Фурсенко, Иван Семёнович — Герой Советского Союза.
- Щеголёв, Владимир Георгиевич (23) — Герой Советского Союза.

## 30 июля
- Ахмедов, Тургун — участник Великой Отечественной войны, Герой Советского Союза.
- Ахмедов, Фатулла (26) — участник Великой Отечественной войны, Герой Советского Союза.
- Вишневецкий, Константин Григорьевич — участник Великой Отечественной войны, Герой Советского Союза.
- Жилин, Егор Павлович (23) — участник Великой Отечественной войны, Герой Советского Союза.
- Кадун, Николай Васильевич (25) — капитан Рабоче-крестьянской Красной Армии, участник Великой Отечественной войны, Герой Советского Союза.
- Марцинкевич, Владимир Николаевич (48) — советский военачальник, участник Великой Отечественной войны, Герой Советского Союза.
- Лошаков, Афанасий Ильич (26) — капитан Рабоче-крестьянской Красной Армии, участник Великой Отечественной войны, Герой Советского Союза.
- Поликарпов, Николай Николаевич (51) — российский и советский авиаконструктор, глава ОКБ-51.
- Хачанян, Амвросий (50) — армянский советский актёр.
- Фёдоров, Борис Алексеевич (29) — Герой Советского Союза.
- Шаренко, Василий Денисович (28) — Герой Советского Союза.
- Шишмаков, Илья Николаевич (17) — Герой Советского Союза.

## 31 июля
- Анищенко, Сергей Петрович (21) — участник Великой Отечественной войны, Герой Советского Союза.
- Бердичевский, Леонид Михайлович (36) — участник Великой Отечественной войны, Герой Советского Союза.[уточнить]
- Волошин, Михаил Евстафьевич (23) — участник Великой Отечественной войны, Герой Советского Союза.
- Губанов, Николай Герасимович — участник Великой Отечественной войны, Герой Советского Союза.
- Жуков, Михаил Семёнович (52) — советский политический деятель, ответственный секретарь Калужского губернского комитета РКП(б) — ВКП(б) (1924—1926).
- Пилипченко, Дмитрий Алексеевич (37) — участник Великой Отечественной войны, Герой Советского Союза.
- Рубан, Николай Афанасьевич (20) — участник Великой Отечественной войны, Герой Советского Союза.
- Сент-Экзюпери, Антуан де (44) — французский писатель, поэт и профессиональный лётчик; сбит немецким истребителем.
- Снитко, Иван Никитович (35) — участник Великой Отечественной войны, Герой Советского Союза.
- Сухамбаев, Агадил (23) — участник Великой Отечественной войны, Герой Советского Союза.
- Чеботько, Михаил Ульянович (24) — участник Великой Отечественной войны, Герой Советского Союза.